# Максим Ковалевски
Максим Максимович Ковалевски (рус. Максим Максимович Ковалевский; 8. септембар 1851 — 5. април 1916) био је руски правник и главни ауторитет за област социологије у Руском царству. Био је потпредседник (1895) и председник (1905) Међународног института за социологију. Такође је радио на катедри за социологију на Психо-неуролошком институту. Ковалевски је изабран у Руску академију наука 1914. Руско социолошко друштво усвојило је његово име 1916. године.

## Живот
Максим Ковалевски је рођен у украјинској племићкој породици Ковалевски и провео је детињство у имању близу Харкова. Студирао је на Универзитету у Харкову код Дмитрија Каченовског. Усавршавао се у Берлину, Паризу и Лондону, где је упознао Карла Маркса, Фридриха Енгелса, Херберта Спенсера и Владимира Соловјова. Такође се укључио у масонски покрет, доприносећи његовом оживљавању у Русији.
После 1878. године држао је предавања из права на Универзитету у Москви, где је проучавао руску сељачку општину и правне установе кавкаских горштака. Неке од његових материјала касније је користио Фредерик Енгелс . Министар Иван Дељанов није одобравао либералне ставове Ковалевског. Године 1886. Ковалевски је избачен са универзитета, а затим се настанио у Западној Европи, где је упознао све главне социологе и антропологе свог времена.
Удовица његовог рођака, математичарка Софија Ковалевскаја, организовала му је програм предавања на Универзитету у Стокхолму. Он је приказан као њен љубавник и вереник у совјетском филму „Софија Ковалевскаја “ (1985) и у „Превише среће“ (2009), краткој причи Алис Манро објављеној у издању Харперовог Магазина за август 2009. Софија је била „одлучна да се неће удати за Максима, бојећи се да ће, ако то учини, он почети да је узима здраво за готово и да тражи љубавницу“. Растали су се 1890. и она је следеће године умрла од грипа.
Након Прве руске револуције, Ковалевски је наставио своја предавања у Русији (на Универзитету у Санкт Петербургу), укључио се у политику, основао центристичку партију демократских реформи (види Напредна партија), био је изабран у прву Државну думу и именован у Државни савет Руске империје. Године 1912. номинован је за Нобелову награду за мир. Требало је да учествује у мировним преговорима за окончање Првог светског рата, али је умро у априлу 1916. Маса која је присуствовала сахрани у Александро-Невској лаври била је огромна.
Био је слободни зидар и члан више масонских ложа.
Међу доприносима Ковалевског руској јуриспруденцији и друштвеним наукама био је нови историјски метод који је комбиновао традиционалну дескриптивну компаративну анализу са социолошким/етнографским методама. Међу његовим ученицима били су Питирим Сорокин, Николај Кондратјев и Николај Тимашев (види Социологија у Русији). Његов рани рад на сељачкој комуни утицао је на Георгија Плеханова.
Као научник, Ковалевски је био друштвени еволуциониста и себе је називао учеником Огиста Конта. Социологију је дефинисао као „науку која се бави организацијом и еволуцијом друштава“. Веровао је у напредак као један од неумољивих закона историје. За њега је напредак био „стално ширење средине мирне коегзистенције од племенског јединства преко патриотизма до космополитизма“.
Према Ковалевском, економски односи ће се даље ширити, а раст међународне трговине „довео би до економске интеграције целог света, елиминисања узрока рата и на крају до светске федерације демократских држава“. Напредак зависи од раста становништва као његове главне покретачке снаге.